# Fredrik Funck
Fredrik Funck, född den 16 maj 1954, är en svensk fotograf.
Han har arbetat som fotograf sedan 1976 och har varit på fast anställd på Dagens Nyheter sedan 1988. Funck har vunnit ett flertal priser i Årets bild.